# 各年のアイスランドの一覧

アイスランドの国旗

各年のアイスランドの一覧（かくねんのアイスランドのいちらん）は、アイスランドの各年ごとの記事の一覧。この一覧ではアイスランドの各年ごとの記事の他、各世紀と各年代、アイスランドの各分野における各年ごとの記事についても取り扱う。

## 一覧

### 20世紀
- 1900年代
  - 1908年のアイスランド（英語版） 1909年のアイスランド（英語版）
- 1910年代
  - 1910年のアイスランド（英語版） 1911年のアイスランド（英語版） 1912年のアイスランド（英語版） 1913年のアイスランド（英語版） 1914年のアイスランド（英語版）
  - 1915年のアイスランド（英語版） 1916年のアイスランド（英語版） 1917年のアイスランド（英語版） 1918年のアイスランド（英語版） 1919年のアイスランド（英語版）
- 1920年代
  - 1920年のアイスランド（英語版） 1921年のアイスランド（英語版） 1922年のアイスランド（英語版） 1923年のアイスランド（英語版） 1924年のアイスランド（英語版）
  - 1925年のアイスランド（英語版） 1926年のアイスランド（英語版） 1927年のアイスランド（英語版） 1928年のアイスランド（英語版） 1929年のアイスランド（英語版）
- 1930年代
  - 1930年のアイスランド（英語版） 1931年のアイスランド（英語版） 1932年のアイスランド（英語版） 1933年のアイスランド（英語版） 1934年のアイスランド（英語版）
  - 1935年のアイスランド（英語版） 1936年のアイスランド（英語版） 1937年のアイスランド（英語版） 1938年のアイスランド（英語版） 1939年のアイスランド（英語版）
- 1940年代
  - 1940年のアイスランド（英語版） 1941年のアイスランド（英語版） 1942年のアイスランド（英語版） 1943年のアイスランド（英語版） 1944年のアイスランド（英語版）
  - 1945年のアイスランド（英語版） 1946年のアイスランド（英語版） 1947年のアイスランド（英語版） 1948年のアイスランド（英語版） 1949年のアイスランド（英語版）
- 1950年代
  - 1950年のアイスランド（英語版） 1951年のアイスランド（英語版） 1952年のアイスランド（英語版） 1953年のアイスランド（英語版） 1954年のアイスランド（英語版）
  - 1955年のアイスランド（英語版） 1956年のアイスランド（英語版） 1957年のアイスランド（英語版） 1958年のアイスランド（英語版） 1959年のアイスランド（英語版）
- 1960年代
  - 1960年のアイスランド（英語版） 1961年のアイスランド（英語版） 1962年のアイスランド（英語版） 1963年のアイスランド（英語版） 1964年のアイスランド（英語版）
  - 1965年のアイスランド（英語版） 1966年のアイスランド（英語版） 1967年のアイスランド（英語版） 1968年のアイスランド（英語版） 1969年のアイスランド（英語版）
- 1970年代
  - 1970年のアイスランド（英語版） 1971年のアイスランド（英語版） 1972年のアイスランド（英語版） 1973年のアイスランド（英語版） 1974年のアイスランド（英語版）
  - 1975年のアイスランド（英語版） 1976年のアイスランド（英語版） 1977年のアイスランド（英語版） 1978年のアイスランド（英語版） 1979年のアイスランド（英語版）
- 1980年代
  - 1980年のアイスランド（英語版） 1981年のアイスランド（英語版） 1982年のアイスランド（英語版） 1983年のアイスランド（英語版） 1984年のアイスランド（英語版）
  - 1985年のアイスランド（英語版） 1986年のアイスランド（英語版） 1987年のアイスランド（英語版） 1988年のアイスランド（英語版） 1989年のアイスランド（英語版）
- 1990年代
  - 1990年のアイスランド（英語版） 1991年のアイスランド（英語版） 1992年のアイスランド（英語版） 1993年のアイスランド（英語版） 1994年のアイスランド（英語版）
  - 1995年のアイスランド（英語版） 1996年のアイスランド（英語版） 1997年のアイスランド（英語版） 1998年のアイスランド（英語版） 1999年のアイスランド（英語版）
- 2000年代
  - 2000年のアイスランド（英語版）

### 21世紀
- 2000年代
  - 2001年のアイスランド（英語版） 2002年のアイスランド（英語版） 2003年のアイスランド（英語版） 2004年のアイスランド（英語版）
  - 2005年のアイスランド（英語版） 2006年のアイスランド（英語版） 2007年のアイスランド（英語版） 2008年のアイスランド（英語版） 2009年のアイスランド（英語版）
- 2010年代
  - 2010年のアイスランド（英語版） 2011年のアイスランド（英語版） 2012年のアイスランド（英語版） 2013年のアイスランド（英語版） 2014年のアイスランド（英語版）
  - 2015年のアイスランド（英語版） 2016年のアイスランド（英語版） 2017年のアイスランド 2018年のアイスランド（英語版） 2019年のアイスランド（英語版）
- 2020年代
  - 2020年のアイスランド（英語版）